# Ronde van Frankrijk 2010/Zeventiende etappe
De zeventiende etappe van de Ronde van Frankrijk 2010 werd verreden op donderdag 22 juli 2010 over een afstand van 174 kilometer van Pau naar de Col du Tourmalet.
Deze etappe was een bergetappe met 2 tussensprints, een berg van de vierde categorie, twee bergen van de eerste categorie, en een berg van de buitencategorie. De 2155 meter hoge Col du Tourmalet was de hoogste doorkomst van deze tour, en werd voor de tweede keer deze Tour aangedaan. De Souvenir Henri Desgrange werd toegekend aan de renner die deze etappe als eerste op deze hoogste top van de Tour aankwam.

## Verloop

### Bergsprints
| Beklimming Côte de Renoir na 13,5 km | Beklimming Côte de Renoir na 13,5 km | Beklimming Côte de Renoir na 13,5 km | 4e cat. 2,2 km à 6 % | 4e cat. 2,2 km à 6 % |
| Plaats                               | Naam                                 | Naam                                 | Punten               |                      |
| Winnaar                              | Alexandr Kolobnev                    | Alexandr Kolobnev                    | 3                    |                      |
| 2                                    | Rémi Pauriol                         | Rémi Pauriol                         | 2                    |                      |
| 3                                    | Juan Antonio Flecha                  | Juan Antonio Flecha                  | 1                    |                      |

| Beklimming Col de Marie-Blanque na 56,5 km | Beklimming Col de Marie-Blanque na 56,5 km | Beklimming Col de Marie-Blanque na 56,5 km | 1e cat. 9,3 km à 7,6 % | 1e cat. 9,3 km à 7,6 % |
| Plaats                                     | Naam                                       | Naam                                       | Punten                 |                        |
| Winnaar                                    | Juan Antonio Flecha                        | Juan Antonio Flecha                        | 15                     |                        |
| 2                                          | Kristjan Koren                             | Kristjan Koren                             | 13                     |                        |
| 3                                          | Rémi Pauriol                               | Rémi Pauriol                               | 11                     |                        |
| 4                                          | Rubén Pérez                                | Rubén Pérez                                | 9                      |                        |
| 5                                          | Alexandr Kolobnev                          | Alexandr Kolobnev                          | 8                      |                        |
| 6                                          | Marcus Burghardt                           | Marcus Burghardt                           | 7                      |                        |
| 7                                          | Edvald Boasson Hagen                       | Edvald Boasson Hagen                       | 6                      |                        |
| 8                                          | Carlos Sastre                              | Carlos Sastre                              | 5                      |                        |

| Beklimming Col du Soulor na 117,5 km | Beklimming Col du Soulor na 117,5 km | Beklimming Col du Soulor na 117,5 km | 1e cat. 11,9 km à 7,8 % | 1e cat. 11,9 km à 7,8 % |
| Plaats                               | Naam                                 | Naam                                 | Punten                  |                         |
| Winnaar                              | Marcus Burghardt                     | Marcus Burghardt                     | 15                      |                         |
| 2                                    | Kristjan Koren                       | Kristjan Koren                       | 13                      |                         |
| 3                                    | Rubén Pérez                          | Rubén Pérez                          | 11                      |                         |
| 4                                    | Rémi Pauriol                         | Rémi Pauriol                         | 9                       |                         |
| 5                                    | Juan Antonio Flecha                  | Juan Antonio Flecha                  | 8                       |                         |
| 6                                    | Alexandr Kolobnev                    | Alexandr Kolobnev                    | 7                       |                         |
| 7                                    | Edvald Boasson Hagen                 | Edvald Boasson Hagen                 | 6                       |                         |
| 8                                    | Carlos Sastre                        | Carlos Sastre                        | 5                       |                         |

| Beklimming Col du Tourmalet na 174 km | Beklimming Col du Tourmalet na 174 km | Beklimming Col du Tourmalet na 174 km | HC cat. 18,6 km à 7,5 % | HC cat. 18,6 km à 7,5 % |
| Plaats                                | Naam                                  | Naam                                  | Punten                  |                         |
| Winnaar                               | Andy Schleck                          | Andy Schleck                          | 40                      |                         |
| 2                                     | Alberto Contador                      | Alberto Contador                      | 36                      |                         |
| 3                                     | Joaquím Rodríguez                     | Joaquím Rodríguez                     | 32                      |                         |
| 4                                     | Ryder Hesjedal                        | Ryder Hesjedal                        | 28                      |                         |
| 5                                     | Samuel Sánchez                        | Samuel Sánchez                        | 24                      |                         |
| 6                                     | Denis Menchov                         | Denis Menchov                         | 20                      |                         |
| 7                                     | Robert Gesink                         | Robert Gesink                         | 16                      |                         |
| 8                                     | Chris Horner                          | Chris Horner                          | 14                      |                         |
| 9                                     | Jurgen Van den Broeck                 | Jurgen Van den Broeck                 | 12                      |                         |
| 10                                    | Roman Kreuziger                       | Roman Kreuziger                       | 10                      |                         |

### Tussensprints
| Tussensprint Bidos na 33 km |                      |        |
| Plaats                      | Naam                 | Punten |
| Winnaar                     | Edvald Boasson Hagen | 6      |
| 2                           | Juan Antonio Flecha  | 4      |
| 3                           | Alexandr Kolobnev    | 2      |

| Tussensprint Adast na 141,5 km |                      |        |
| Plaats                         | Naam                 | Punten |
| Winnaar                        | Edvald Boasson Hagen | 6      |
| 2                              | Alexandr Kolobnev    | 4      |
| 3                              | Rémi Pauriol         | 2      |

## Rituitslag
| Plaats  | Naam                  | Ploeg                   | Tijd     |
| ------- | --------------------- | ----------------------- | -------- |
| Winnaar | Andy Schleck          | Team Saxo Bank          | 5u03'29" |
| 2       | Alberto Contador      | Astana                  | z.t.     |
| 3       | Joaquím Rodríguez     | Katjoesja               | + 1'18"  |
| 4       | Ryder Hesjedal        | Team Garmin-Transitions | + 1'27"  |
| 5       | Samuel Sánchez        | Euskaltel-Euskadi       | + 1'32"  |
| 6       | Denis Mensjov         | Rabobank                | + 1'40"  |
| 7       | Robert Gesink         | Rabobank                | z.t.     |
| 8       | Chris Horner          | Team RadioShack         | + 1'45"  |
| 9       | Jurgen Van den Broeck | Omega Pharma-Lotto      | + 1'48"  |
| 10      | Roman Kreuziger       | Liquigas-Doimo          | + 2'14"  |

## Strijdlustigste renner
|  | Renner             | Ploeg     |
|  | ------------------ | --------- |
|  | Aleksandr Kolobnev | Katjoesja |

## Algemeen klassement
| Plaats    | Naam                  | Ploeg                   | Tijd      |
| --------- | --------------------- | ----------------------- | --------- |
| Gele trui | Alberto Contador      | Astana                  | 83u32'39" |
| 2         | Andy Schleck          | Team Saxo Bank          | + 0'08"   |
| 3         | Samuel Sánchez        | Euskaltel-Euskadi       | + 3'32"   |
| 4         | Denis Mensjov         | Rabobank                | + 3'53"   |
| 5         | Jurgen Van den Broeck | Omega Pharma-Lotto      | + 5'27"   |
| 6         | Robert Gesink         | Rabobank                | + 6'41"   |
| 7         | Joaquím Rodríguez     | Katjoesja               | + 7'03"   |
| 8         | Ryder Hesjedal        | Team Garmin-Transitions | + 9'18"   |
| 9         | Roman Kreuziger       | Liquigas-Doimo          | + 10'12"  |
| 10        | Chris Horner          | Team RadioShack         | + 10'37"  |

## Nevenklassementen

### Puntenklassement
| Plaats      | Naam                | Ploeg               | Punten |
| ----------- | ------------------- | ------------------- | ------ |
| Groene trui | Thor Hushovd        | Cervélo             | 191    |
| 2           | Alessandro Petacchi | Lampre-Farnese Vini | 187    |
| 3           | Mark Cavendish      | Team HTC-Columbia   | 162    |
|             |                     |                     |        |
| 13          | Jürgen Roelandts    | Omega Pharma-Lotto  | 81     |
| 23          | Robert Gesink       | Rabobank            | 54     |

### Bergklassement
| Plaats        | Naam              | Ploeg                 | Punten |
| ------------- | ----------------- | --------------------- | ------ |
| Bolletjestrui | Anthony Charteau  | Bbox Bouygues Télécom | 143    |
| 2             | Christophe Moreau | Caisse d'Epargne      | 128    |
| 3             | Andy Schleck      | Team Saxo Bank        | 116    |
|               |                   |                       |        |
| 12            | Mario Aerts       | Omega Pharma-Lotto    | 65     |
| 13            | Robert Gesink     | Rabobank              | 62     |

### Jongerenklassement
| Plaats     | Naam             | Ploeg              | Tijd       |
| ---------- | ---------------- | ------------------ | ---------- |
| Witte trui | Andy Schleck     | Team Saxo Bank     | 83u32'47"  |
| 2          | Robert Gesink    | Rabobank           | + 6'33"    |
| 3          | Roman Kreuziger  | Liquigas-Doimo     | + 10'04"   |
|            |                  |                    |            |
| 12         | Francis De Greef | Omega Pharma-Lotto | + 2u09'42" |

### Ploegenklassement
| Plaats | Ploeg            | Tijd       |
| ------ | ---------------- | ---------- |
| 1      | Team RadioShack  | 250u44'40" |
| 2      | Caisse d'Epargne | + 8'30"    |
| 3      | Rabobank         | + 33'39"   |

## Opgaves
- Simon Špilak (Lampre-Farnese Vini) uitgevallen